# Trentepohlia fortis
Trentepohlia fortis är en tvåvingeart som beskrevs av Edwards 1926. Trentepohlia fortis ingår i släktet Trentepohlia och familjen småharkrankar. Inga underarter finns listade i Catalogue of Life.